# Dora (schip, 1898)
De Dora was een in 1898 gebouwd stoomschip. In 1939 deed het onder de vlag van Panama dienst in de Aliyah Bet, de illegale immigratie van Joden naar het Mandaatgebied Palestina.
De Dora vertrok op 19 juli 1939 vanuit Vlissingen in Nederland. De Mossad Le'Aliyah Bet had de pers laten weten dat het schip naar Siam (Thailand) zou reizen. Aan boord waren 20 Nederlandse Joden en 300 Duitse Joden die naar Nederland waren ontsnapt. In de Belgische havenstad Antwerpen werden nog eens 160 Joden ingescheept. Op 12 augustus kwam het schip in Shefayim te Palestina aan en wist alle 480 immigranten succesvol te ontschepen.